# Sorhagenia
Sorhagenia is een geslacht van vlinders uit de familie prachtmotten (Cosmopterigidae).

## Soorten
- S. baucidis Hodges, 1969
- S. cracens Hodges, 1978
- S. daedala Hodges, 1964
- S. dahurica Sinev, 1986
- S. janiszewskae

Wegedoorntwijgmot Riedl, 1962
- S. lophyrella (Douglas, 1846)
- S. nimbosus (Braun, 1915)
- S. pexa Hodges, 1969
- S. reconditella Riedl, 1983
- S. rhamniella

Wegedoornknopmot (Zeller, 1839)